# Лахдо, Майкель
Майкель Лахдо (швед. Mayckel Lahdo; род. 30 декабря 2002, Стокгольм) — шведский футболист, полузащитник нидерландского клуба АЗ, выступающий на правах аренды за французский «Нант».

## Клубная карьера
Футболом начал заниматься в стокгольмском клубе «Арамейска-Сюрианска». Затем два года провёл в академии «Юргордена», после чего в 12-летнем возрасте попал в «Хаммарбю», где начал выступление за юношеские команды клуба. В сезоне 2020 года выступал за фарм-клуб «Фрей». В его составе дебютировал в первом шведском дивизионе 19 июля в гостевой игре с «Васалундом». Лахдо вышел в стартовом составе и провёл на поле все 90 минут, не отметившись результативными действиями. 2 сентября в поединке с «Лулео» забил первый гол. Майкель отличился в компенсированное ко второму тайму время, принеся тем самым победу своей команде со счётом 3:2. В общей сложности провёл за клуб 21 игру и забил пять мячей.
В феврале 2021 года сыграл первую игру за основную команду «Хаммарбю» в матче группового этапа кубка Швеции против «Эскильстуны», появившись на поле на 74-й минуте вместо Акинкунми Амоо. По итогам турнира «Хаммарбю» дошёл до финала. В решающей игре с «Хеккеном», состоявшейся 30 мая, Лахдо участия не принимал. Основное и дополнительное время встречи завершилось нулевой ничьей, а в серии послематчевых пенальти точнее оказался столичный клуб, благодаря чему завоевал трофей.
Также в сезоне 2021 года выступал за другой фарм-клуб — «Хаммарбю Таланг». Первую игру за него провёл 12 апреля против «Далькурда», выйдя в стартовом составе и покину поле на 86-й минуте.
23 сентября 2021 года дебютировал в чемпионате Швеции в домашней встрече с «Гётеборгом», выйдя на 78-й минуте на замену при счёте 3:0 в пользу его команды.
17 июня 2022 года подписал пятилетний контракт с нидерландским клубом АЗ.
13 августа 2025 года перешёл на правах аренды во французский клуб «Нант».

## Достижения
«Хаммарбю»:
- Обладатель Кубка Швеции: 2020/21

## Клубная статистика
| Выступление       | Выступление      | Выступление      | Лига | Лига | Кубки | Кубки | Конт. кубки | Конт. кубки | Итого | Итого |
| Клуб              | Лига             | Сезон            | Игры | Голы | Игры  | Голы  | Игры        | Голы        | Игры  | Голы  |
| ----------------- | ---------------- | ---------------- | ---- | ---- | ----- | ----- | ----------- | ----------- | ----- | ----- |
| Хаммарбю          | Аллсвенскан      | 2020             | 0    | 0    | 0     | 0     | 0           | 0           | 0     | 0     |
| Хаммарбю          | Аллсвенскан      | 2021             | 7    | 0    | 3     | 0     | 0           | 0           | 10    | 0     |
| Хаммарбю          | Аллсвенскан      | 2022             | 10   | 1    | 4     | 3     | 0           | 0           | 14    | 4     |
| Хаммарбю          | Итого            | Итого            | 17   | 1    | 7     | 3     | 0           | 0           | 24    | 4     |
| → Фрей            | Дивизион 1       | 2020             | 21   | 5    | 0     | 0     | 0           | 0           | 21    | 5     |
| → Фрей            | Итого            | Итого            | 21   | 5    | 0     | 0     | 0           | 0           | 21    | 5     |
| → Хаммарбю Таланг | Дивизион 1       | 2021             | 11   | 1    | 0     | 0     | 0           | 0           | 11    | 1     |
| → Хаммарбю Таланг | Итого            | Итого            | 11   | 1    | 0     | 0     | 0           | 0           | 11    | 1     |
| Всего за карьеру  | Всего за карьеру | Всего за карьеру | 49   | 7    | 7     | 3     | 0           | 0           | 56    | 10    |